# Strasznof Ignác

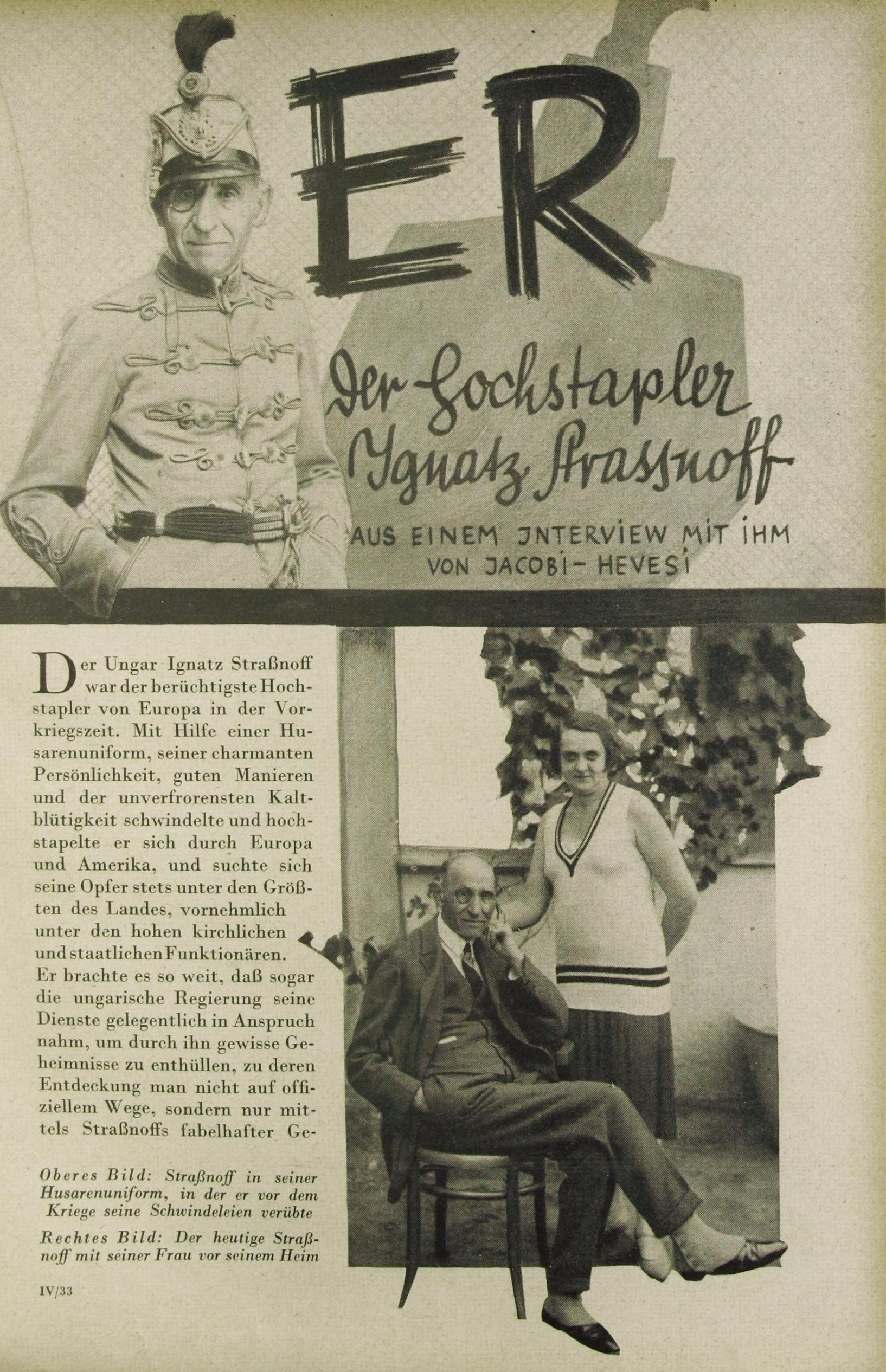
Illusztrált cikk Strasznof Ignácról a német Kriminal-Magazin 1931-es decemberi számában

Strasznof Ignác (Mátészalka, 1868. április 24. – Debrecen, 1933. július 9.) nemzetközi szélhámos. Ismert még Strassnof, Strassnoff, Strasznov Ignác néven is.

## Élete
1868-ban született Mátészalkán, kispolgári családban, apja Strassnof Mór, anyja Goldstein Róza volt, vallása izraelita. Bátyja a híres színész, színházigazgató, Szendrey Mihály. A család 1902-ben vette fel a Szendrey nevet, de Ignác maradt a réginél.
Mátészalkán kezdte elemi tanulmányait, meglehetős rosszcsontként keserítve szülei mindennapjait. Tízéves korában magához vette a „Zirkus Monarchie” osztrák–magyar cirkusz artistanője. Három éven át vándorolt a cirkusszal, mialatt kitűnően megtanult németül. Ezek után újra édesanyjához, majd annak halála után pesti rokonaihoz került.
Alig 20 évesen, egy zsebóralopás utáni 3 és fél éves börtönbüntetés döbbentette rá, hogy változtatnia kell. A „Ne vegyél el semmit, intézd úgy, hogy önszántukból adják” elvet követve indította el zseniális szélhámos-karrierjét. A fegyházból való kiszabadulása után bátyja, Szendrey Mihály színigazgató egy újságnál helyeztette el mint riportert. Riporteri ténykedése alatt választási csalást követett el. Huszárfőhadnagyi egyenruhájában, rendkívül szellemes társalkodó képességgel végigcsalta a világot. Később mágnásokat pumpolt meg, főpapokat csapott be. Szélhámosságait nemcsak Magyarországon követte el, hanem külföldön is, így például Párizsban, Brüsszelben és Hamburgban.
Szélhámosságait még a lepoglavai fegyintézetben is folytatta, ahol eladta a fegyház berendezését. Amikor már rosszul ment a sora, elhatározta, hogy megírja az emlékiratait, aminek jogait két kiadónak is eladta. Amikor már úgy látta, hogy szélhámos „karrierje” véget ért, visszatért Magyarországra. Feleségül vett egy nála 30 évvel fiatalabb nőt és hazaköltözött Mátészalkára. 1932 őszén súlyos aggkori tüdősorvadással szállították a debreceni Horthy Miklós klinikára, ahol 1933. július 9-én meg is halt.

## Emlékezete
- Életéről tévéfilm készült „Én, Strasznov Ignác, a szélhámos”[6] címmel, a címszerepben Benkő Gyulával (1966).
- Alakja felbukkan (említés szintjén) Kondor Vilmos magyar író Budapest novemberben című bűnügyi regényében.

## Szépirodalmi feldolgozások
- Salga Attila: A mátészalkai kalandor regényes története. Intézd úgy, hogy önszántukból adják!; Ad Librum, Bp., 2009.
- Salga Attila: A koronázatlan szélhámoskirály; Fríg Kiadó, Pilisszentiván, 2005. ISBN 963 86588 5 1